# Ascarina maheshwarii
Ascarina maheshwarii är en tvåhjärtbladig växtart som beskrevs av Swamy. Ascarina maheshwarii ingår i släktet Ascarina och familjen Chloranthaceae. Inga underarter finns listade i Catalogue of Life.